# Kim Myong-nam
Kim Myong-nam (kor. 김명남, ur. 8 lutego 1969) – północnokoreański sztangista, brązowy medalista igrzysk olimpijskich w Barcelonie (1992) i srebrny medalista olimpijski z Atlanty (1996).